# Nyctiophylax parvus
Nyctiophylax parvus là một loài Trichoptera trong họ Polycentropodidae. Chúng phân bố ở miền Australasia.